# 알 하캄 1세

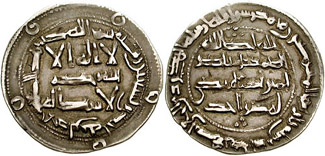

알 하캄 1세(Al-Hakam I)는 796년부터 822년까지 알안달루스(무어인 이베리아반도)를 통치한 우마이야가 코르도바 토후국의 아미르이다.
아버지의 둘째 아들로 태어났으며 알 하캄 1세의 형은 어린 나이에 사망했다.
26년의 통치를 끝내고 822년에 사망했다.